# Апокалиптические числа
Апокалиптические числа (англ. apocalyptic numbers) — числа, являющиеся степенями двойки 2k и содержащие (в десятичной записи) три шестёрки подряд, то есть число зверя, равное 666. Показатели степени k, дающие такие числа, известны как апокалиптические степени (англ. apocalyptic powers).
Первое число последовательности апокалиптических степеней — 157.
Первое апокалиптическое число: 2157=182687704666362864775460604089535377456991567872.
Первые 10 апокалиптических степеней: 157, 192, 218, 220, 222, 224, 226, 243, 245, 247
Апокалиптическое число 2220=1684996666696914987166688442938726917102321526408785780068975640576 содержит два включения повторяющихся трёх шестёрок и называется двойным апокалиптическим числом. Апокалиптическое число 22269 также содержит шесть шестёрок подряд. В нём 684 цифры и оно содержит последовательность 666666 на 602 позиции.
Джон Грэм из Университета штата Пенсильвания и Р. В. В. Тэйлор из Национального технического института для глухих доказали, что эта числовая последовательность бесконечна. John Rickert из Технологического института Роуз-Халман опубликовал в 1998 году в американском «Journal of Recreational Mathematics» статью, в которой исследовал данную последовательность и, в частности, доказал, что для любого натурального n: k = 648 +2500n, k = 650 + 2500n и k = 1899 + 2500n даст апокалиптическую степень.
Число 666 тоже является апокалиптической степенью. Существует только 8 чисел (2666, 3666, 5666, 6660, 6665, 6669, 11 666, 26 667), содержащих последовательность 666, степени двойки которых не содержат этой последовательности.
Для чисел от 2000 до 3000 более половины дают апокалиптическую степень. Между единицей и тремя миллионами существует только 3715 чисел, для которых 2n не будет апокалиптическим числом. Из них самое большое — 29 784. Иными словами, все числа большие или равные 29 785 вероятнее всего являются апокалиптическими степенями.